# لئونارد اوبراین
لئونارد اوبراین (انگلیسی: Leonard O'Brien; ۲۰ ژانویهٔ ۱۹۰۴ – ۳۰ مارس ۱۹۳۹) بازیکن هاکی روی چمن اهل ایالات متحده آمریکا بود.